# Palpata
Palpata – takson pierścienic z gromady wieloszczetów, zwykle wyodrębniany w randze podgromady.

## Taksonomia
Tradycyjnie wieloszczety dzieli się na podgromady błędków i osiadków. Wielu autorów powątpiewając w naturalność takich taksonów rezygnowała z wyróżniania podgromad i dzieliła wieloszczety bezpośrednio na rzędy, np. w systemie Rodneya Phillipsa Dalesa z 1962 roku było to 14 rzędów, w systemie Kristiana Fauchalda z 1977 roku 17 rzędów, w systemie Mariana H. Pettibone’a z 1982 roku 25 rzędów, a w systemie Gesy Hartmann-Schröder z 1996 roku 22 rzędy.
W 1997 roku Greg W. Rouse i Kristian Fauchald na podstawie morfologicznych analiz kladystycznych wprowadzili inny podział wieloszczetów, wyróżniając w ich obrębie klady Scolecida i Palpata, ten drugi dzieląc na klady Canalipalpata i Aciculata. Scolecida i Palpata nadano następnie rangi podgromad. Do Palpata zaliczono większość rodzin wieloszczetów. Szczegółowy podział Palpata wprowadzony przez Rouse’a i Fauchalda prezentował się następująco po uwzględnieniu rang:
- nadrząd: Aciculata
  - rząd: Eunicida
    - rodziny: Amphinomidae, Diurodrilidae, Dorvilleidae, Eunicidae, Euphrosinidae, Hartmaniellidae, Histriobdellidae, Lumbrineridae, Oenonidae, Onuphidae

  - rząd: Phyllodocida
    - rodziny: Acoetidae, Alciopidae, Aphroditidae, Chrysopetalidae, Eulepethidae, Glyceridae, Goniadidae, Hesionidae, Ichthyotomidae, lospilidae, Lacydoniidae, Lopadorhynchidae, Myzostomidae, Nautillienellidae, Nephtyidae, Nereididae, Paralacydoniidae, Pholoidae, Phyllodocidae, Pilargidae, Pisionidae, Polynoidae, Pontodoridae, Sigalionidae, Sphaerodoridae, Syllidae, Typhloscolecidae, Tomopteridae

  - rząd: Aciculata incertae sedis
    - rodziny: Aberrantidae, Nerillidae, Spintheridae
- nadrząd: Canalipalpata
  - rząd: Sabellida
    - rodziny: Oweniidae, Siboglinidae, Sabellidae, Sabellariidae, Serpulidae

  - rząd: Spionida
    - rodziny: Apistobranchidae, Chaetopteridae, Longosomatidae, Magelonidae, Poecilochaetidae, Spionidae, Trochochaetidae, Uncispionidae

  - rząd: Terebellida
    - rodziny: Acrocirridae, Alvinellidae, Ampharetidae, Cirratulidae, Ctenodrilidae, Fauveliopsidae, Flabelligeridae, Pectinariidae, Poeobiidae, Sternaspidae, Terebellidae, Trichobranchidae

  - rząd: Canalipalpata incertae sedis
    - rodziny: Polygordiidae, Protodrilidae, Protodriloididae, Saccocirridae

Synapomorfią tak zdefiniowanych Palpata ma być obecność na prostomium pary przydatków zwanej głaszczkami, z zastrzeżeniem że uniknęły zatraceniu u Lumbrineridae. Dowodów na rzecz homologiczności głaszczków wieloszczetów dostarczyły zwłaszcza prace Larsa Orrhage’a z lat 1966–1996 poświęcone głównie anatomii ich układu nerwowego. Sami jednak kreatorzy Palpata zauważają, że głaszczki mogą być synapomorfią wszystkich wieloszczetów, a ich wtórny zanik nastąpił również u Scolecida, o czym świadczyć może wykrycie u niektórych rodzin Scolecida szczątkowych nerwów głaszczkowych.
Naturalność podziału na Palpata i Scolecida ostatecznie odrzucono na podstawie molekularnych analiz filogenetycznych z XXI wieku. Tak w molekularnej analizie filogenetycznej Torstena H. Strucka i innych z 2007 roku, jak i w molekularno-morfologicznej analizie filogenetycznej Jana Zrzavego i współpracowników z 2009 roku przedstawiciele Scolecida zagnieżdżają się w trzech różnych miejscach w obrębie kladogramu Palpata. U obu autorów w ich obrębie zagnieżdżają się także siodełkowce, szczetnice i sikwiaki, a oprócz tego Aphanoneura u Zrzavego i innych (2009). Według stanu na 2021 rok World Polychaeta database listuje Palpata jako nomen dubium.